# Hol
Hol è un comune norvegese della contea di Buskerud.

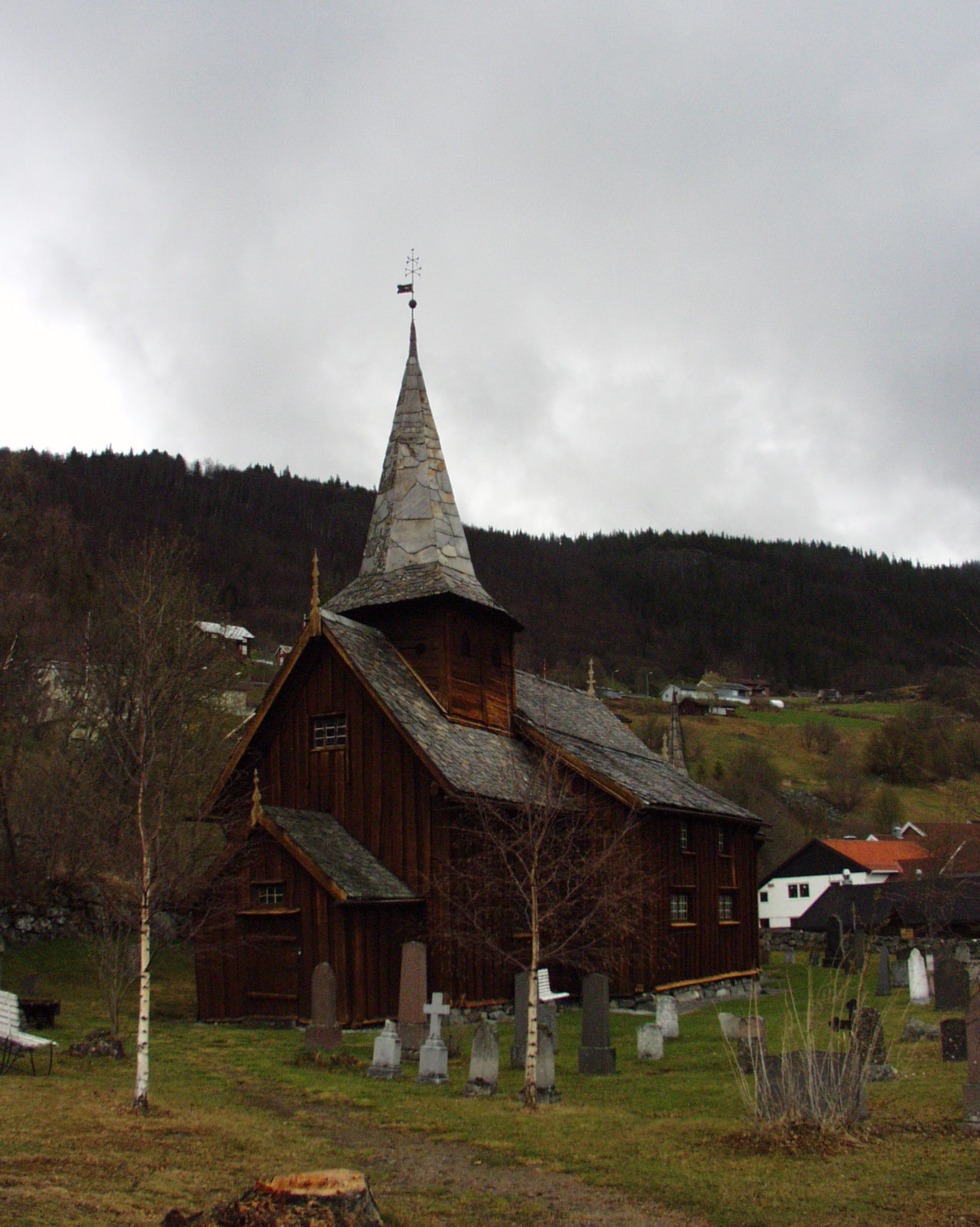
Una chiesa antica a Hol